# FK Titan Kline
Ne pas confondre avec le club de hockey sur glace du même nom.
Le Titan Kline (russe : «Титан» Клин) est un club de football russe fondé en 1991 et basé à Kline, dans l'oblast de Moscou.
Ayant évolué au niveau professionnel dans les divisions inférieures russes entre 1992 et 2005, il est à l'origine fondé dans la ville de Reoutov avant de brièvement déménager à Jeleznodorojny pour la saison 1999, puis de s'en aller à Moscou entre 2003 et 2005 pour finalement s'établir à Kline depuis 2006.

## Histoire
Le club est fondé en 1991 dans la ville de Reoutov et fait ses débuts en compétition la même année au sein du championnat de la RSFS de Russie. Après la dissolution de l'Union soviétique et l'organisation des nouveaux championnats russes, il est intégré au troisième échelon en 1992. Il termine sixième de la troisième zone pour sa première saison, notamment aidé par le jeune Andreï Tikhonov qui inscrit huit buts en championnat avant de quitter le club à la mi-saison pour rejoindre le Spartak Moscou. Après avoir fini dix-neuvième de la zone 4 la saison suivante, une réorganisation des divisions nationales relègue le Titan en quatrième division où il évolue quatre années au sein de la troisième zone avant de retrouver le troisième niveau en 1998.
Les saisons suivants son retour le voient stagner dans le bas du classement de la zone Centre, finissant entre la dix-huitième et la treizième position entre 1998 et 2002, la saison 1999 étant notamment passée dans la ville de Jeleznodorojny, à une quinzaine de kilomètres de Reoutov. Le Titan emménage en 2003 à Moscou et engage pour cette saison-là Guennadi Kostylev au poste d'entraîneur, qui ramène notamment avec lui des joueurs d'expérience tels que Vladimir Koulik, Viktor Navotchenko et Sergueï Nekrasov qui permettent au club de terminer sixième du groupe, égalant sa meilleure performance établie en 1992.
Celle-ci reste cependant sans suite, une grande partie de l'effectif quittant l'équipe dès la fin de saison tandis que le club retombe dans le bas de classement dès l'exercice suivant. En proie à des difficultés financières, le Titan est exclu de la troisième division à la mi-saison 2005, tandis que sa section professionnelle est dissoute dans la foulée. Il emménage par la suite dans la ville de Kline en 2006, fusionnant avec l'équipe locale du FK Kline pour intégrer les championnats amateurs de la quatrième division au sein du groupe de l'oblast de Moscou, où il évolue jusqu'à son retrait en 2019.

## Bilan sportif

### Classements en championnat
La frise ci-dessous résume les classements successifs du club en championnat.

### Bilan par saison
Légende
- Promotion en division supérieure
- Relégation en division inférieure

| Saison    | Championnat      | Championnat  | Championnat  | Championnat  | Championnat  | Championnat  | Championnat  | Championnat  | Championnat  | Championnat  | Coupe de Russie |
| Saison    | Division         | Pos          | Pts          | J            | V            | N            | D            | BP           | BC           | Diff         | Coupe de Russie |
| --------- | ---------------- | ------------ | ------------ | ------------ | ------------ | ------------ | ------------ | ------------ | ------------ | ------------ | --------------- |
| 1992      | 3e Zone 3        | 6e           | 51           | 40           | 22           | 7            | 11           | 75           | 39           | +34          | —               |
| 1993      | 3e Zone 4        | 19e          | 26           | 42           | 7            | 12           | 23           | 45           | 87           | -42          | Quatrième tour  |
| 1994      | 4e Zone 3        | 19e          | 32           | 46           | 13           | 6            | 27           | 43           | 78           | -35          | Premier tour    |
| 1995      | 4e Zone 3        | 7e           | 78           | 44           | 22           | 12           | 10           | 67           | 36           | +31          | Premier tour    |
| 1996      | 4e Zone 3        | 13e          | 44           | 38           | 12           | 8            | 18           | 44           | 59           | -15          | Quatrième tour  |
| 1997      | 4e Zone 3        | 7e           | 64           | 40           | 19           | 7            | 14           | 57           | 52           | +5           | Deuxième tour   |
| 1998      | 3e Centre        | 15e          | 44           | 40           | 10           | 14           | 16           | 35           | 45           | -10          | Deuxième tour   |
| 1999      | 3e Centre        | 17e          | 29           | 36           | 6            | 11           | 19           | 32           | 69           | -37          | Deuxième tour   |
| 2000      | 3e Centre        | 18e          | 39           | 38           | 11           | 6            | 21           | 34           | 46           | -12          | Deuxième tour   |
| 2001      | 3e Centre        | 13e          | 43           | 38           | 11           | 10           | 17           | 44           | 59           | -15          | Deuxième tour   |
| 2002      | 3e Centre        | 13e          | 46           | 38           | 13           | 7            | 18           | 47           | 57           | -10          | Troisième tour  |
| 2003      | 3e Centre        | 6e           | 61           | 36           | 18           | 7            | 11           | 71           | 48           | +23          | Deuxième tour   |
| 2004      | 3e Centre        | 15e          | 33           | 32           | 8            | 9            | 15           | 27           | 48           | -21          | Premier tour    |
| 2005      | 3e Centre        | 18e          | 5            | 34           | 1            | 2            | 31           | 10           | 95           | -85          | Deuxième tour   |
| 2006      | 4e Podmoskovié B | 1er          | 83           | 30           | 27           | 2            | 1            | 98           | 13           | +85          | Deuxième tour   |
| 2007      | 4e Podmoskovié A | 9e           | 40           | 30           | 12           | 4            | 14           | 39           | 41           | -2           | —               |
| 2008      | Club inactif     | Club inactif | Club inactif | Club inactif | Club inactif | Club inactif | Club inactif | Club inactif | Club inactif | Club inactif | Club inactif    |
| 2009      | 4e Podmoskovié B | 3e           | 64           | 28           | 20           | 4            | 4            | 82           | 26           | +56          | —               |
| 2010      | 4e Podmoskovié B | 4e           | 76           | 34           | 24           | 4            | 6            | 109          | 31           | +78          | —               |
| 2011-2012 | 4e Podmoskovié B | 2e           | 98           | 42           | 30           | 8            | 4            | 118          | 43           | +75          | —               |
| 2012-2013 | 4e Podmoskovié A | 10e          | 24           | 17           | 8            | 0            | 9            | 32           | 42           | -10          | —               |
| 2013      | 4e Podmoskovié A | 2e           | 69           | 30           | 22           | 3            | 5            | 64           | 31           | +33          | —               |
| 2014      | 4e Podmoskovié A | 1er          | 74           | 28           | 24           | 2            | 2            | 78           | 12           | +66          | —               |
| 2015      | 4e Podmoskovié A | 3e           | 60           | 26           | 18           | 6            | 2            | 67           | 20           | +47          | —               |
| 2016      | 4e Podmoskovié A | 5e           | 48           | 30           | 15           | 3            | 12           | 61           | 47           | +14          | —               |
| 2017      | 4e Podmoskovié A | 3e           | 65           | 30           | 21           | 2            | 7            | 84           | 42           | +42          | —               |
| 2018      | 4e Podmoskovié A | 9e           | 33           | 28           | 10           | 3            | 15           | 43           | 62           | -19          | —               |

## Entraîneurs
La liste suivante présente les différents entraîneurs connus du club.
- Valeri Vdovine (1992)
- Iouri Iakovlev (1993)
- Alekseï Belenkov (1994-1995)
- Valeri Vdovine (1996)
- Alekseï Belenkov (1997-1998)
- Dmitri Khazine (1999)
- Nikolaï Pichkariov (1999-2000)
- Ravil Sabitov (2000-2001)
- Iouri Gazzaïev (2001-2002)
- Sergueï Popkov (2002)
- Guennadi Kostylev (2003)
- Valeri Maslov (2004)
- Andreï Afanasiev (2005)